# RK Moslavina Kutina
RK Moslavina je rukometni klub iz grada Kutine. Trenutno se natječe u Paket 24 Premijer ligi. Klupska adresa je Ulica Hrvatskih branitelja 8, Kutina.

## Povijest kluba i plasmani
Godine 1982. Moslavina je osvojila seniorsko prvenstvo Hrvatske.
Od početka sudjeluje u 1. HRL. 
1995./96. bila je treća. 2000./01. bila je peta. 2004./05. također je osvojila peto mjesto te je ušla u Ligu 6 za prvaka.
U sezoni 1996./97. natjecala se u Kupu pobjednika kupova. U šesnaestini završnice pobijedili su predstavnika BiH Željezničar iz Sarajeva, dok je u osmini završnice bolji bio francuski US d'Ivry Handball. Francuzi su u prvoj utakmici pobijedili 32:22, a u uzvratu Moslavina je bila blizu dostizanja velikog zaostatka iz prve utakmice, no pobijedili su samo 7 umjesto potrebnih 10 razlike. U sezoni 2001./02. natjecala se u Kupu EHF. U 2. krugu ispali su od makedonskog predstavnika Mladosti iz Bogdanaca. U prvoj utakmici Moslavina je pobijedila 2 razlike, a u uzvratu nije uspjela obraniti, nego je izgubila 3 razlike, iako je na poluvremenu vodila 2 razlike. U sezoni 2007./08. natjecala se je u Challenge Cupu. U 3. je krugu bila bolja od makedonskog predstavnika Prespe, dok je u osmini završnice bolji bio rumunjski predstavnik UCM Sport iz Resite.
2010./11. ispala je iz Prve hrvatske lige.
2011./12. sudjeluje na završnici Kupa Hrvatske
2012./13. zauzima 3. mjesto u 1. HRL te se nakon dvije sezone vraća u elitni rang hrvatskog rukometa.
2013./14. posljednje plasirani klub Premijer HRL, te nakon jedne sezone igranja ponovno ispada u 1. HRL.
2014./15. 1. HRL 1. mjesto, veliki povratak s mladom ekipom.
2015./16. Premijer liga.
2018./19. 1. HRL - Sjever, 4. mjesto

## Uspjesi
1. HRL
- 1. mjesto: 1. HRL 2015./16.

Premijer liga
- ponovni ulazak

Hrvatski kup
- finalist

## Vanjske poveznice
- Webograd T-portala  Arhivirana inačica izvorne stranice od 6. travnja 2011. (Wayback Machine) RK Moslavina